# フィリピン海溝

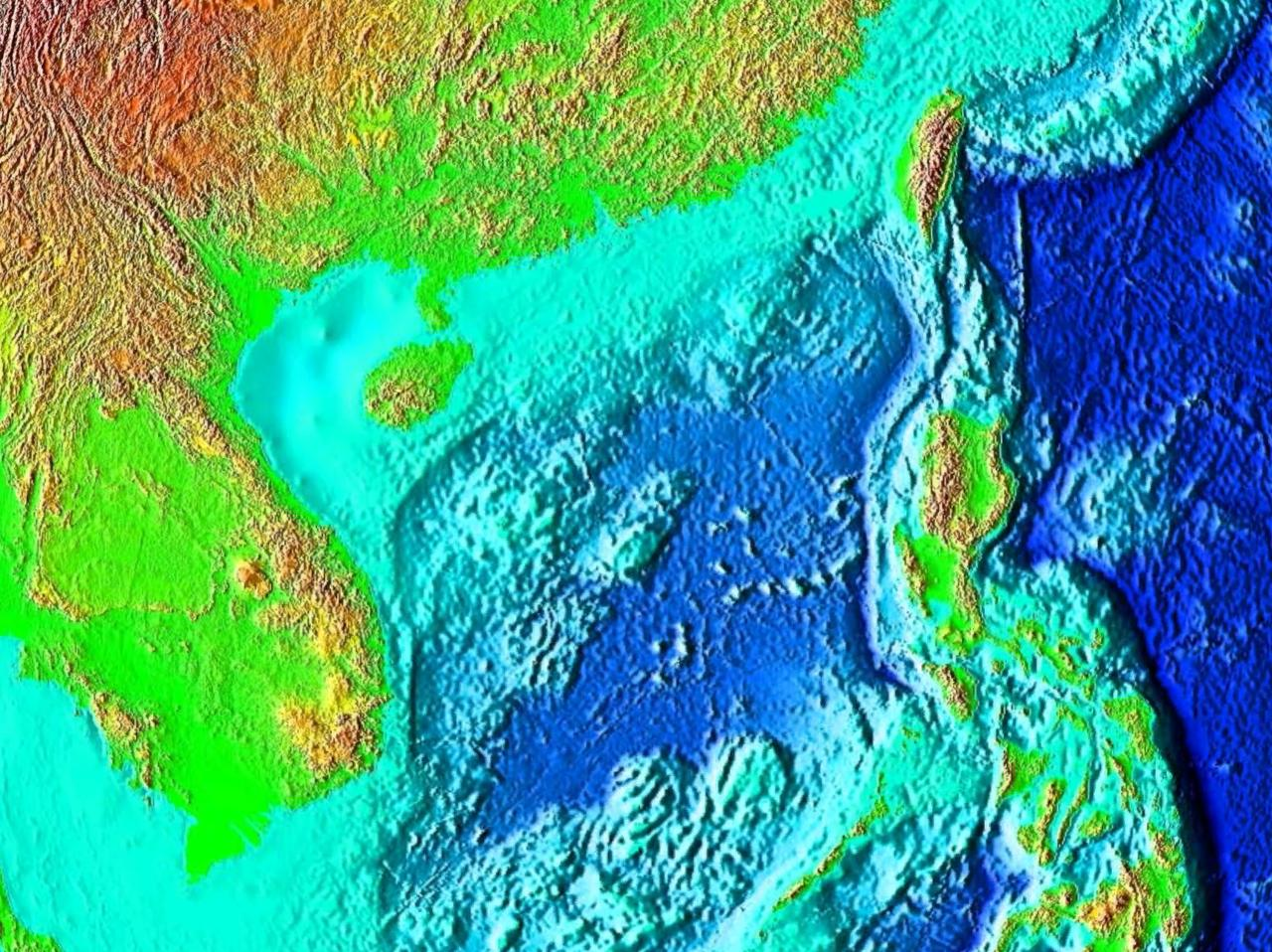
フィリピン周辺の海底地形

フィリピン海溝（フィリピンかいこう、Philippine Trench）とは、フィリピン諸島東方のフィリピン海西端にある海溝。

## 概要
サマル島北東からミンダナオ島の東を経て、インドネシアのハルマヘラ島の北東沖に達し、幅はおよそ60km、長さはおよそ1400kmに達する。ミンダナオ海溝(Mindanao Trench / Mindanao Deep)、エムデン海溝(Emden Trench)とも。
この海溝の平均水深は6000mを超えている。長さおよそ800kmで最大水深は8,500mを超えている。ミンダナオ島付近では特に深く、最深部は1万mを超え、レイテ島の東のケープジョンソン海淵 (水深10,497m、1945年発見) ，ミンダナオ島の東のエムデン海淵 (水深10,400m) などが見つかっている。
ユーラシアプレート（スンダプレート）とフィリピン海プレートの境界でもあり、フィリピン海プレートがユーラシアプレート下に沈みこんでいる。海溝北部ではベンナム海膨が衝突し、海溝はルソン島の南東で途切れている。
エムデンの名称は、1927年4月にドイツ海軍巡洋艦エムデンが、当海域において音響測深により水深計測を行い、深海であることを示したことにちなんでいる。国際名称としては、2008年に開催された大洋水深総図(GEBCO)の第21回海底地形名小委員会(SCUFN)において、フィリピン海溝(Philippine Trench)とされ、エムデンの名称は、エムデン海淵(Emden Deep)として整理された。

## 地震
地震活動は活発で、この近辺を震源とする比較的規模の大きい地震も発生している。1990年にはM7.7の直下型地震も発生している。海溝型地震も2018年にM7.2、2019年にM6.4、M6.6、M6.5、2021年にM6.8、M7.2を観測する地震が発生している。2021年8月12日に起きたM7.2の地震では小規模ながら津波が観測されており、近年は地震活動が特に活発である。